# Uitspanning Groeneveld
Uitspanning Greenfield's, ook wel 't Huis Groeneveld, is een beschermd rijksmonument aan de Amsterdamsestraatweg 42 in Baarn, in de provincie Utrecht. Het is een van de oudste panden van Baarn.
De uitspanning wordt al in 1614 vermeld onder de naam De Kromme Elleboog. Later wordt het ook De Vier Heemskinderen genoemd. De Amsterdamsestraatweg was in die tijd een onverharde weg Amsterdam - Amersfoort. Tegenover het pand stond een tolhuisje. In 1756 werd de herberg bij kasteel Groeneveld gevoegd en kreeg het ook de naam ervan. De herberg was tegelijk tolhuis en pleisterplaats voor de postkoetsen. In de 19e eeuw was aan de overkant van de Amsterdamsestraatweg een terras.
In 1992 werd de naam verengelst in Greenfield's.
Begin 1900 is de huidige Ridderzaal aangebouwd.